# 福井県立足羽高等学校
福井県立足羽高等学校（ふくいけんりつ あすわこうとうがっこう、英: Fukui Prefectural Asuwa High School）は、福井県福井市杉谷町にある公立の高等学校。

## 特色

### 多文化共生科 中国語・英語コース
英語専攻と中国語専攻を備え、国際色豊かな教育を実施している。英語専攻の生徒は英語圏の姉妹校へ、中国語専攻の生徒は北京外国語大学へ、クラス全員が海外へ渡り、約半月間の語学研修を受けることが必須とされている。
英語専攻の生徒は語学研修以外にもニュージーランドの友好協定校に一年間留学することができ、また国際交流事業として、アメリカやオーストラリアの姉妹校から毎年留学生を受け入れている。留学生は生徒の自宅にホームステイする。
福井県高等学校生徒中国交流事業の事務局が当高校に置かれていることから、中国語専攻では浙江省との交換留学を毎年実施している。コース・専攻開設20年を数える中国語教育のレベルは高く、授業は毎回中国人教師と中国語の堪能な日本人教師が2人で教鞭を執る。

### 部活動
ライフル射撃部からはオリンピック日本代表選手を輩出するなど、全国トップレベル。1989年（平成元年）に校舎の隣に福井県立ライフル射撃場が建設された。
女子バスケットボール部はインターハイなどで好成績をあげている強豪である。

## 設置学科
- 普通科
  - キャリアデザインコース
    - スポーツ専攻
    - キャリア探求専攻
    - 進学専攻
- 多文化共生科
  - 中国語・英語コース
    - 中国語専攻
    - 英語専攻

  - 日本語コース

## 沿革
- 1975年（昭和50年）10月 - 福井県立足羽高等学校設置告示
- 1976年（昭和51年）4月 - 開校式・第1回入学式挙行
- 1978年（昭和53年）3月 - 校舎落成式挙行
- 1979年（昭和54年）
  - 2月 - 校歌完成発表会挙行
  - 3月 - 第1回卒業式挙行
- 1989年（平成元年）4月 - 全国初の公立高等学校普通科国際コース（中国語）設置
- 1991年（平成3年）4月 - 普通科国際コース（英語）設置
- 1992年（平成4年）4月 - 普通科国際コース（中国語）が普通科より分離。国際科設置。
- 1994年（平成6年）4月 - 普通科国際コース（英語）が普通科より分離。国際科英語コース設置。

## 校歌
作詞：沢木欣一、作曲：石桁真礼生

## 所在地
〒918-8155 福井県福井市杉谷町44
（城山の東麓にある）

## 著名な卒業生

### スポーツ
- 藤生喜代美（女子バスケットボール選手）
- 木村恵里子（女子バスケットボール選手）
- 林眞未（女子バスケットボール選手、シャンソンVマジック所属）
- 永井菜摘（女子バスケットボール選手、富士通レッドウェーブ所属）
- 宮下希保（女子バスケットボール選手、アイシン・エィ・ダブリュ ウィングス所属）
- 林未紗（女子バスケットボール選手、日立ハイテク クーガーズ所属）
- 野田遥（女子バスケットボール選手、プレステージインターナショナル アランマーレ所属）
- 三村亜生（女子ラグビー選手、Yokohama TKM所属）
- 三崎宏美（シドニーオリンピック、アテネオリンピック女子ライフル日本代表）

### 芸能
- めるも（振付師、タレント）
- 曽根悠多（俳優）
- 小野寺昭憲（俳優、映画監督）
- ちかまろ（松竹芸能所属の女性タレント）
- 飯田達郎（劇団四季俳優）